# Nasischijf
Een nasischijf of nasibal is een gefrituurde snack die bestaat uit nasi goreng met een paneerlaag eromheen. De schijf is vooral in Nederland en België bekend. Een met de nasischijf vergelijkbare snack is de bamischijf, waarbij in plaats van nasi bami goreng als hoofdingrediënt gebruikt wordt.
Het product, dat ook wel in balvorm wordt gemaakt en dan nasibal wordt genoemd, is ontstaan door de Indische invloed op de Nederlandse keuken. De oorsprong is waarschijnlijk restverwerking door een toko of snackbar in de jaren 50.
De markt van nasischijven is vooral een private label-markt. Hoewel ook merkfabrikanten als Mora nasischijven in het assortiment voeren is het marktaandeel van merk-nasischijven in de horeca vanaf midden jaren negentig fors gedaald. Een van de oorzaken hiervoor is dat de productie van nasischijven zeer eenvoudig is en er weinig investeringen gevraagd worden.

## Productie
Rijst wordt gekookt en met kruiden op smaak gebracht. Daarna wordt deze rijstmassa in 'worsten' van circa 7 centimeter gevormd totdat de gewenste ronde vorm verkregen is. De worsten worden uiteindelijk in plakken gesneden en gepaneerd. Hierna worden de nasischijven voor de eerste keer kort gefrituurd en vervolgens ingevroren. In de cafetaria worden deze schijven vervolgens opnieuw gefrituurd.

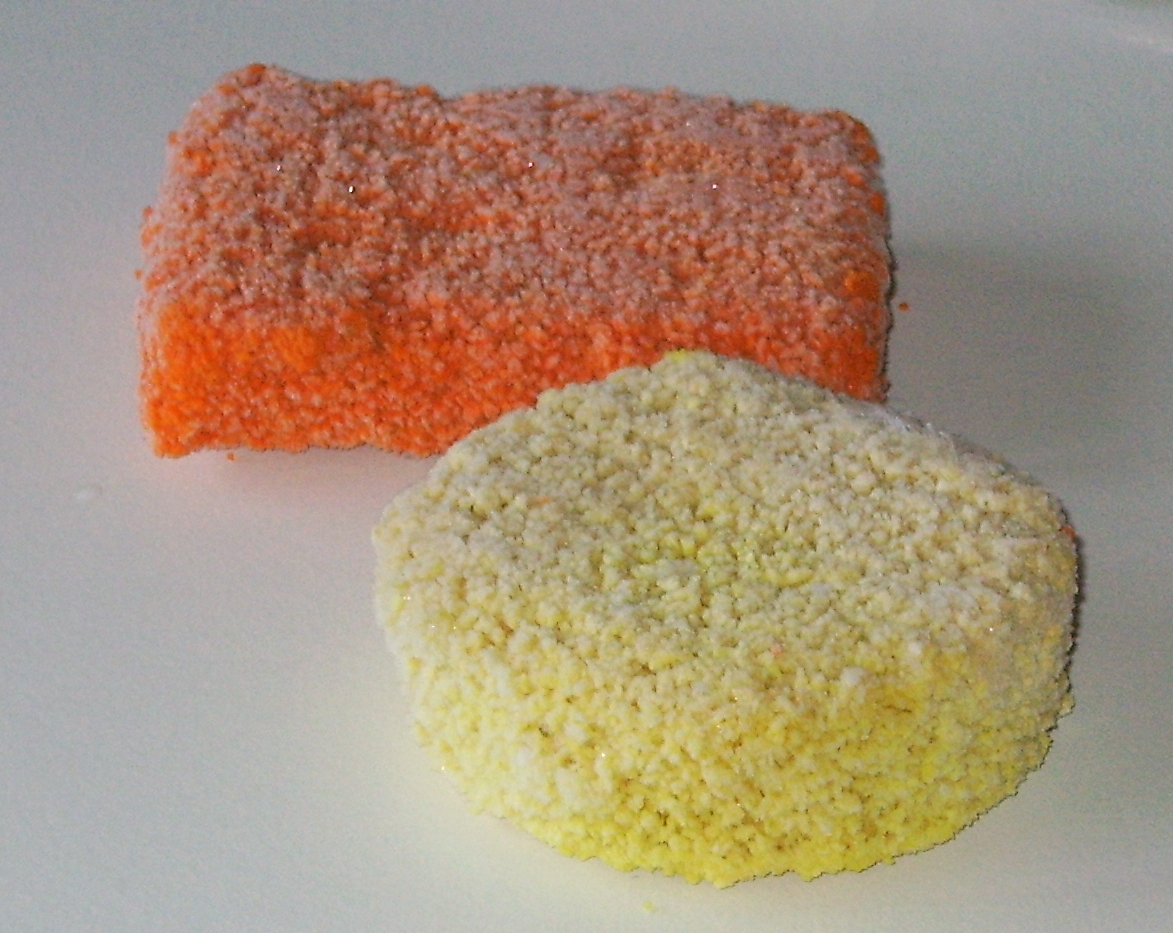
Bamihap en nasischijf